# غار درختی
غار درختی مربوط به دوران پارینه‌سنگی جدید- دوران فرادیرینه‌سنگی است و در شهرستان پاسارگاد، بخش هخامنش، دهستان مادر سلیمان، روستای مبارک‌آباد، غرب تنگ بلاغی، ۲۵۰ متری جنوب غربی تنگ تیرانداز واقع شده و این اثر در تاریخ ۱۸ شهریور ۱۳۸۷ با شمارهٔ ثبت ۲۳۳۸۰ به‌عنوان یکی از آثار ملی ایران به ثبت رسیده است.